# 威蘭
威蘭（英語：Welland）是加拿大安大略省南部尼亞加拉半島上的一座城市，坐落尼亞加拉區的中部。貫穿市内的威蘭河和威蘭運河皆在該市發展史中擔當重要角色，而該市亦有鐵路通往多倫多和水牛城等地，因此素有“鐵路與水道的交匯處”（where rails and water meet）的稱號。據2011年加拿大人口普查所示，威蘭市有50,631名居民。

## 歷史

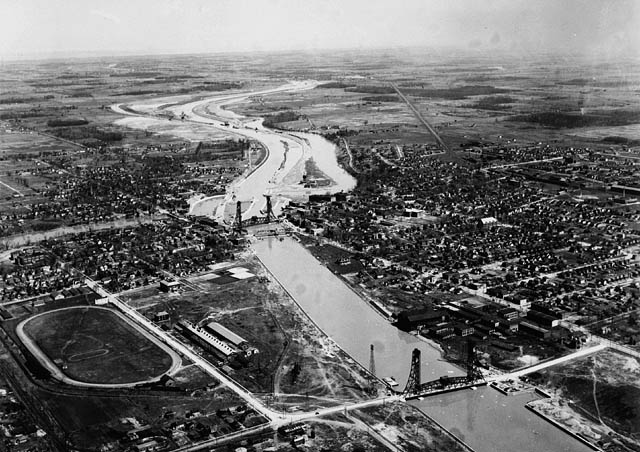
威蘭運河途經威蘭市的路段（攝於1930年）

美國獨立戰爭後，大批效忠英王的十三州殖民遷居至上加拿大，當中部分人於1788年在現威蘭市所在落戶。1812年戰爭中的庫克斯磨坊戰役（Battle of Cook's Mills）於1814年10月19日在現威蘭市東部發生，英軍成功擊退美軍，為該場戰爭中最後一場在現加拿大境内發生的戰役。
1820年代，尼亞加拉地區商人威廉·咸美頓·梅里特（William Hamilton Merritt）倡議興建運河貫穿尼亞加拉半島。建議中的運河北起安大略湖畔的達爾豪西港（Port Dalhousie），向南通往現威蘭市所在後，改沿威蘭河向東通往尼亞加拉河（兩河匯合之處為尼亞加拉瀑布的上游），再沿尼亞加拉河南至伊利湖；項目因此以威蘭河之名稱為威蘭運河。第一代威蘭運河於1824年11月24日動工，1829年11月29日落成，再於1833年進行改建，當中包括興建從現威蘭市往南直達科爾伯恩港（Port Colbourne）的水道。改建項目包括在現威蘭市中心所在興建一條木製高架輸水道讓威蘭運河跨越威蘭河，該帶亦因此名為“輸水道”（Aqueduct）。
木製輸水道後來改由一座石製輸水道取代，而聚落亦於1844年11月14日以梅里特之名改稱梅里茲維爾（Merrittsville），並於1851年脫離林肯縣改歸威蘭縣。梅里茲維爾於1858年7月24日正式建制為村，並同時以流經村内的兩條水道改稱威蘭；威蘭村於1878年1月1日更改建制為鎮，再於1917年7月1日改制為市。
威蘭市於1950年1月1日首度擴充市界，從霍魯鄉（Thorold Township）併入約300英畝土地，再於1961年從霍魯鄉、克羅蘭鄉（Crowland）、皮拉姆鄉（Pelham）和含伯斯頓鄉（Humberstone）併入土地，市面積擴大至8,628英畝，市内人口達36,094人。安省政府於1970年將威蘭縣與林肯縣重新合併成尼亞加拉區，同時將克羅蘭鄉一半範圍、含伯斯頓鄉一大片地域和霍魯鄉一小部分併入威蘭市。
政府於1966年5月批准在威蘭市外圍為威蘭運河興建一條新水道，以取代長14.6（9.1英里），途經威蘭市中心的原有運河路段。新水道於1967年動工，1973年3月通航。威蘭市介乎新舊水道之間的地域差不多成為一座人工島，僅於鎮線隧道一帶以一小片土地相連；當局填造該小片土地來截斷舊水道，以興建通往鎮線隧道的行車道路和鐵路軌。
威蘭市再先後於1975年和1986年從霍魯市和皮拉姆鎮併入土地，市面積擴大至21,260.5英畝。

## 交通

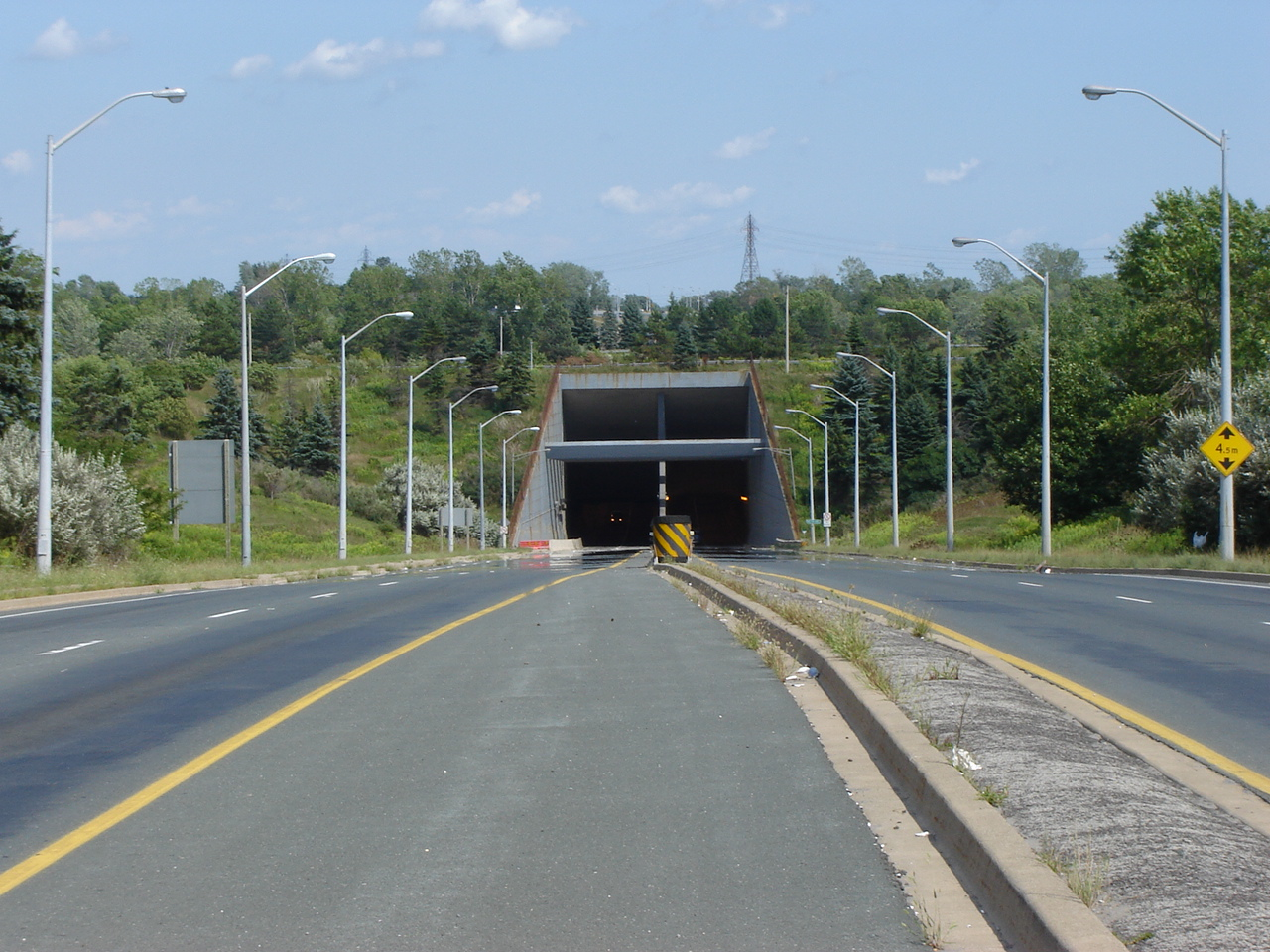
緬街隧道

威蘭運河是市內最顯著的交通設施。該運河全長43.4（27.0英里），向南通往伊利湖，北端則在聖嘉芙蓮斯匯入安大略湖。橫渡威蘭運河的三條隧道中有兩條位於威蘭市内，分別為緬街隧道（尼亞加拉區27號區道）和鎮線隧道（安大略58A省道）。
安大略406號省道是市内的主要省級公路，南起威蘭市東緬街（East Main Street），北端在聖嘉芙蓮斯市西部與伊利沙伯皇后道交匯。406號省道大部分路段達致來回合共四線行車高速公路資格，但在威蘭市内的路段則有兩個交通燈平交路口，並只得來回合共兩線行車。省政府於2009年宣佈斥資1億元將該段公路提升至高速公路資格，預料於2015年秋季全面完工。此外，非高速公路資格的58號和140號省道亦北起威蘭市，自此雙雙向南通往科爾伯恩港，兩者亦於威蘭市内以58A省道（即鎮線隧道）相連。
1912年至1930年間，尼亞加拉、威蘭及伊利湖鐵路在市内營運路面電車線，沿東緬街和國王街行駛；該公司亦曾於1922年間短暫營運行駛西緬街和尼亞加拉街的電車線。此外，尼亞加拉、聖嘉芙蓮斯及多倫多鐵路從1907年至1911年間興建從霍魯經威蘭通往科爾伯恩港的市際鐵路（interurban），並營運該鐵路至1959年為止。現時途經市内的鐵路線只用作貨運而非客運服務。
市内的公共交通系統從1977年起由市營的威蘭交通局營運，旗下的巴士線除覆蓋威蘭市範圍外亦有路線伸延至聖嘉芙蓮斯、科爾伯恩港和皮拉姆。
尼亞加拉中央機場（Niagara Central Airport）坐落威蘭市界線以西，為最接近該市的機場。這是一座小型機場，沒有定期航班，主要供包機和飛行學校使用。市民主要使用多倫多皮爾遜國際機場、約翰·卡爾·芒羅哈密爾頓國際機場或紐約州的水牛城-尼亞加拉國際機場前往外地。

## 氣候
如南安大略其他地區般，威蘭屬溫帶大陸性濕潤氣候（柯本氣候分類法Dfb）。春季溫和濕潤，平均氣溫約為13°C。夏季炎熱潮濕，平均高溫為24.5 °C，降雨量達251（9.9英寸）。秋季清涼，平均氣溫為4.3 °C，降雨量達273.7（10.78英寸），為該市的雨季。冬季寒冷，一月平均氣溫為−4.7°C，間中受大湖效應影響，平均每年降雪約97.8（38.5英寸）。
| 威蘭                     | 威蘭          | 威蘭          | 威蘭          | 威蘭         | 威蘭        | 威蘭        | 威蘭         | 威蘭         | 威蘭        | 威蘭        | 威蘭        | 威蘭          | 威蘭          |
| 月份                     | 1月           | 2月           | 3月           | 4月          | 5月         | 6月         | 7月          | 8月          | 9月         | 10月        | 11月        | 12月          | 全年          |
| ------------------------ | ------------- | ------------- | ------------- | ------------ | ----------- | ----------- | ------------ | ------------ | ----------- | ----------- | ----------- | ------------- | ------------- |
| 历史最高温 °C（°F）      | 20.0 (68.0)   | 20.5 (68.9)   | 27.0 (80.6)   | 32.5 (90.5)  | 33.9 (93.0) | 36.1 (97.0) | 37.8 (100.0) | 37.8 (100.0) | 35.0 (95.0) | 32.2 (90.0) | 25.6 (78.1) | 20.6 (69.1)   | 37.8 (100.0)  |
| 平均高温 °C（°F）        | −0.8 (30.6)   | 0.0 (32.0)    | 5.3 (41.5)    | 12.2 (54.0)  | 19.2 (66.6) | 24.1 (75.4) | 26.7 (80.1)  | 25.7 (78.3)  | 21.2 (70.2) | 14.8 (58.6) | 8.2 (46.8)  | 2.3 (36.1)    | 13.2 (55.8)   |
| 日均气温 °C（°F）        | −4.7 (23.5)   | −4.3 (24.3)   | 0.7 (33.3)    | 6.9 (44.4)   | 13.4 (56.1) | 18.6 (65.5) | 21.4 (70.5)  | 20.6 (69.1)  | 16.3 (61.3) | 10.0 (50.0) | 4.3 (39.7)  | −1.5 (29.3)   | 8.5 (47.3)    |
| 平均低温 °C（°F）        | −8.6 (16.5)   | −8.5 (16.7)   | −3.9 (25.0)   | 1.6 (34.9)   | 7.6 (45.7)  | 13.1 (55.6) | 16.1 (61.0)  | 15.4 (59.7)  | 11.3 (52.3) | 5.2 (41.4)  | 0.4 (32.7)  | −5.3 (22.5)   | 3.7 (38.7)    |
| 历史最低温 °C（°F）      | −32.8 (−27.0) | −31.1 (−24.0) | −27.8 (−18.0) | −18.3 (−0.9) | −6.1 (21.0) | 1.1 (34.0)  | 3.9 (39.0)   | 0.5 (32.9)   | −2.2 (28.0) | −8.9 (16.0) | −20 (−4)    | −27.8 (−18.0) | −32.8 (−27.0) |
| 平均降水量 mm（）        | 76.7 (3.02)   | 66.3 (2.61)   | 77.8 (3.06)   | 76.5 (3.01)  | 77.7 (3.06) | 91.5 (3.60) | 70.4 (2.77)  | 82.7 (3.26)  | 97.9 (3.85) | 84.5 (3.33) | 91.6 (3.61) | 97.6 (3.84)   | 991.3 (39.03) |
| 平均降雨量 mm（）        | 34.8 (1.37)   | 30.4 (1.20)   | 57.8 (2.28)   | 71.5 (2.81)  | 77.3 (3.04) | 91.5 (3.60) | 70.4 (2.77)  | 82.7 (3.26)  | 97.9 (3.85) | 84.3 (3.32) | 82.1 (3.23) | 57.6 (2.27)   | 838.4 (33.01) |
| 平均降雪量 cm（）        | 41.9 (16.5)   | 35.9 (14.1)   | 20.0 (7.9)    | 5.0 (2.0)    | 0.4 (0.2)   | 0 (0)       | 0 (0)        | 0 (0)        | 0 (0)       | 0.2 (0.1)   | 9.5 (3.7)   | 40.0 (15.7)   | 152.9 (60.2)  |
| 平均降水天数（≥ 0.2 mm） | 14.8          | 12.7          | 12.6          | 13.3         | 12.9        | 11.9        | 10.3         | 10.8         | 11.6        | 12.4        | 14.0        | 15.5          | 152.9         |
| 平均降雨天数（≥ 0.2 mm） | 5.8           | 5.2           | 9.1           | 12.5         | 12.9        | 11.9        | 10.3         | 10.8         | 11.6        | 12.4        | 12.2        | 8.7           | 123.4         |
| 平均降雪天数（≥ 0.2 cm） | 9.9           | 8.3           | 4.9           | 1.4          | 0.07        | 0           | 0            | 0            | 0           | 0.07        | 2.4         | 8.1           | 35.1          |
| 来源：加拿大環境部       |               |               |               |              |             |             |              |              |             |             |             |               |               |

## 外部連結
- （英文）City of Welland: Home Page－威蘭市政府官方網站